# Lyons (Familienname)
Lyons ist ein englischer Familienname.

## Namensträger
- Brad Lyons (* 1997), nordirischer Fußballspieler
- Braham Lyons, Baron Lyons of Brighton (1918–1978), britischer Journalist und PR-Berater
- Charles R. Lyons (1933–1999), US-amerikanischer Literaturwissenschaftler
- David Lyons (* 1976), australischer Schauspieler
- David B. Lyons (* um 1970), Generalmajor der United States Air Force
- Denis Lyons (Geistlicher) (1792–1825), irischer römisch-katholischer Geistlicher
- Denis Lyons (Politiker) (1935–2014), irischer Politiker (Fianna Fáil)
- Denis Lyons (Schauspieler), Schauspieler
- Derek Lyons (* vor 1986), US-amerikanischer Jurist und Politikberater
- Donal Lyons, irischer Politiker
- Edmund Lyons, 1. Baron Lyons (1790–1858), britischer Admiral und Diplomat
- Edward Lyons (1926–2010), britischer Politiker
- Eleanor Lyons, australische Sängerin (Sopran)
- Elena Lyons (* 1973), US-amerikanische Schauspielerin
- Enid Lyons (1897–1981), australische Politikerin
- Ernie Lyons (1914–2014), irischer Motorradrennfahrer
- Eugene Lyons (1898–1985), US-amerikanischer Journalist
- Fay-Ann Lyons (* 1980), trinidadische Soca-Musikerin
- Francis Stewart Leland Lyons (1923–1983), irischer Historiker
- Graham Lyons (1936–2024), britischer Musiker, Komponist und Arrangeur
- James Lyons (Politiker) (1801–1882), US-amerikanischer Politiker (Virginia)
- James Lyons (Admiral) (* 1927), US-amerikanischer Admiral
- James Lyons (Jurist) (* 1947), US-amerikanischer Jurist
- James Lyons (Filmeditor) (1960–2007), US-amerikanischer Filmeditor und Schauspieler
- James J. Lyons (1890–1966), US-amerikanischer Politiker
- James J. Lyons, Jr., US-amerikanischer Politiker (Massachusetts)
- James L. Lyons (1916–1994), US-amerikanischer Musikmanager
- James W. Lyons (1878–1947), kanadischer Politiker
- Jean Lyons (1921 oder 1922–2005), kanadische Pianistin und Musikpädagogin
- Jennifer Lyons (* 1977), US-amerikanische Schauspielerin
- Jimmy Lyons (1933–1986), US-amerikanischer Saxofonist und Flötist
- John Lyons (Cricketspieler) (1863–1927), australischer Cricketspieler
- John Lyons (Politiker, 1885) (1885–1948), australischer Politiker
- John Lyons (Eishockeyspieler) (1900–1971), US-amerikanischer Eishockeyspieler
- John Lyons (Gewerkschafter) (1926–2016), britischer Industriemanager und Gewerkschaftsführer
- John Lyons (Sprachwissenschaftler) (1932–2020), britischer Sprachwissenschaftler
- John Lyons (Schauspieler) (* 1943), britischer Schauspieler
- John Lyons (Politiker, 1949) (* 1949), schottischer Politiker
- John Lyons (Fußballspieler) (1956–1982), walisischer Fußballspieler
- John Lyons (Filmproduzent) (* 1970), Filmproduzent
- John Lyons (Politiker, 1977) (* 1977), irischer Politiker
- John Lyons (Skispringer), US-amerikanischer Skispringer
- John J. Lyons (um 1881–1945), US-amerikanischer Politiker (Republikanische Partei)
- Johnny Lyons († 2015), irischer Sportjournalist und Radiomoderator
- Joseph Lyons (1879–1939), australischer Politiker
- Kieran Lyons (* 1989), australische Schachspielerin, die für Fidschi spielt
- Maritcha Lyons (1848–1929), US-amerikanische Lehrerin, Bürger- und Frauenrechtlerin
- Michael Lyons (1910–1991), irischer Politiker (Fine Gael)
- Mick Lyons (* 1951), englischer Fußballspieler und -trainer
- Nancy Lyons (* 1930), australische Schwimmerin
- Patrick Lyons, US-amerikanischer Pokerspieler, siehe Pat Lyons
- Patrick Francis Lyons (1903–1967), australischer Geistlicher
- Paul Lyons (Taekwondoin) (1969–2019), australischer Taekwondoin
- Paul Lyons (Fußballspieler) (* 1977), englischer Fußballspieler
- Peter Lyons Collister (* 1956), US-amerikanischer Kameramann
- Phyllis Lyons (* 1960), US-amerikanische Schauspielerin
- Richard Lyons, 1. Viscount Lyons (1817–1887), britischer Diplomat
- Richard Lyons (Elder) (1925–2005), kanadischer Elder von Aborigines
- Richard Lyons (Mathematiker) (* 1945), US-amerikanischer Mathematiker
- Richard Lyons (Musiker) (1963–2016), US-amerikanischer Musiker
- Richard Lyons (Rennfahrer) (* 1979), britischer Automobilrennfahrer
- Robert Lyons (* 1974), US-amerikanischer Schauspieler
- Stephen R. Lyons, US-amerikanischer General
- Taylor Lyons (* 1987), US-amerikanische Skispringerin
- Ted Lyons (1900–1986), US-amerikanischer Baseballspieler
- Terence Lyons (Terry Lyons: * 1953), britischer Mathematiker
- Terra Strong Lyons (* 1990), US-amerikanische Schauspielerin
- Thomas William Lyons (1923–1988), US-amerikanischer Geistlicher und römisch-katholischer Weihbischof in Washington
- William Lyons (1901–1985), britischer Unternehmer
- Zoe Lyons (* 1971), britische Komödiantin